# Exostoma stuarti
Exostoma stuarti är en fiskart som först beskrevs av Hora 1923.  Exostoma stuarti ingår i släktet Exostoma och familjen Sisoridae. IUCN kategoriserar arten globalt som otillräckligt studerad. Inga underarter finns listade i Catalogue of Life.